# تپه مأوا
تپه مأوا مربوط به عصر مس و سنگ - دوران‌های تاریخی پس از اسلام است و در شهرستان اسدآباد، روستای طویلان سفلی واقع شده و این اثر در تاریخ ۱۰ بهمن ۱۳۸۳ با شمارهٔ ثبت ۱۱۳۵۶ به‌عنوان یکی از آثار ملی ایران به ثبت رسیده است.